# Coluber mentovarius
La culebra chirriadora neotropical. también conocida como sabanera de bosque seco, y asimismo como alicate, chicoteadora, chicotera, chirrionera, chirrionera sabanera, corredora o culebra chirrionera neotropical,  (Coluber mentovarius) es una especie  perteneciente a la familia Colubridae. Es nativa del sur de México, Guatemala, Belice, El Salvador, Honduras, Nicaragua, Costa Rica, Panamá, Colombia, Venezuela, Brasil, y Bolivia. En México se le encuentra principalmente en la zona neotropical. Se alimenta principalmente de lagartijas, pequeños mamíferos y pequeñas serpientes. La UICN2019-1 considera a la especie como de preocupación menor,

## Taxonomía
Se reconocen las siguientes subespecies:
- Coluber mentovarius centralis Roze, 1953
- Coluber mentovarius mentovarius (Duméril, Bibron & Duméril, 1854)
- Coluber mentovarius suborbitalis (Peters, 1868)
- Coluber mentovarius striolatus (Mertens, 1934)
- Coluber mentovarius variolosus (Smith, 1942)